# Francesco Saverio Passari
Francesco Saverio Passari (Montegiorgio, 20 gennaio 1744 – Montegiorgio, 4 giugno 1808) è stato un arcivescovo cattolico italiano, vicegerente della diocesi di Roma dal 1787 al 1808 e arcivescovo titolare di Larissa.

## Biografia
L'arcivescovo Francesco Saverio (in latino (Franciscus Xaverius ex marchionibus Passari) nasce dalla nobile famiglia dei marchesi Passari di Fermo probabilmente il 19 o 20 gennaio 1744 da Francesco Federico Passari. Discendenti di Flaminio Passeri, Conservatore di Roma nel 1607, col fratello Filippo Passari, cameriere d'onore di cappa e spada di sua Santità, visse a Roma. Sempre assieme al fratello, con senatus consulto del 9 agosto 1775, ottenne la reintegra nel patriziato romano assieme ad altri nobili tra i quali si ricordano i fratelli Ferdinando e Francesco Ximenes. 
Sotto il pontificato di Pio VI, 18 settembre 1786, venne nominato arcivescovo titolare di Larissa. Ricevette la consacrazione episcopale il 26 novembre 1786 dalle mani del cardinal Carlo Rezzonico, co-consacranti principali gli arcivescovi Girolamo Volpi e Nicola Buschi.
Il 28 novembre 1786 è creato vescovo assistente al Soglio Pontificio, è, già nell'Annuario pontificio del 1787 compare nella Consulta della Santa e Romana Inquisizione, come Prelato della Reverenda Fabbrica di San Pietro e prelato domestico di Sua Santità.
Dal 1787 al 1798 è menzionato come Vicegerente della diocesi di Roma.
Il 2 febbraio 1798 fu co-consacrante principale assieme al cardinale Giulio Maria della Somaglia e al vescovo Ottavio Boni del vescovo Michele Palmieri.
Il 21 novembre 1800, sotto il pontificato di Pio VII, fu nominato amministratore apostolico di Ancona e Numana.
Morì il 4 giugno 1808.

## Genealogia episcopale
La genealogia episcopale è:
- Cardinale Scipione Rebiba
- Cardinale Giulio Antonio Santori
- Cardinale Girolamo Bernerio, O.P.
- Arcivescovo Galeazzo Sanvitale
- Cardinale Ludovico Ludovisi
- Cardinale Luigi Caetani
- Cardinale Ulderico Carpegna
- Cardinale Paluzzo Paluzzi Altieri degli Albertoni
- Papa Benedetto XIII
- Papa Benedetto XIV
- Papa Clemente XIII
- Cardinale Giovanni Francesco Albani
- Cardinale Carlo Rezzonico
- Arcivescovo Francesco Saverio Passari

## Riscontri documentali

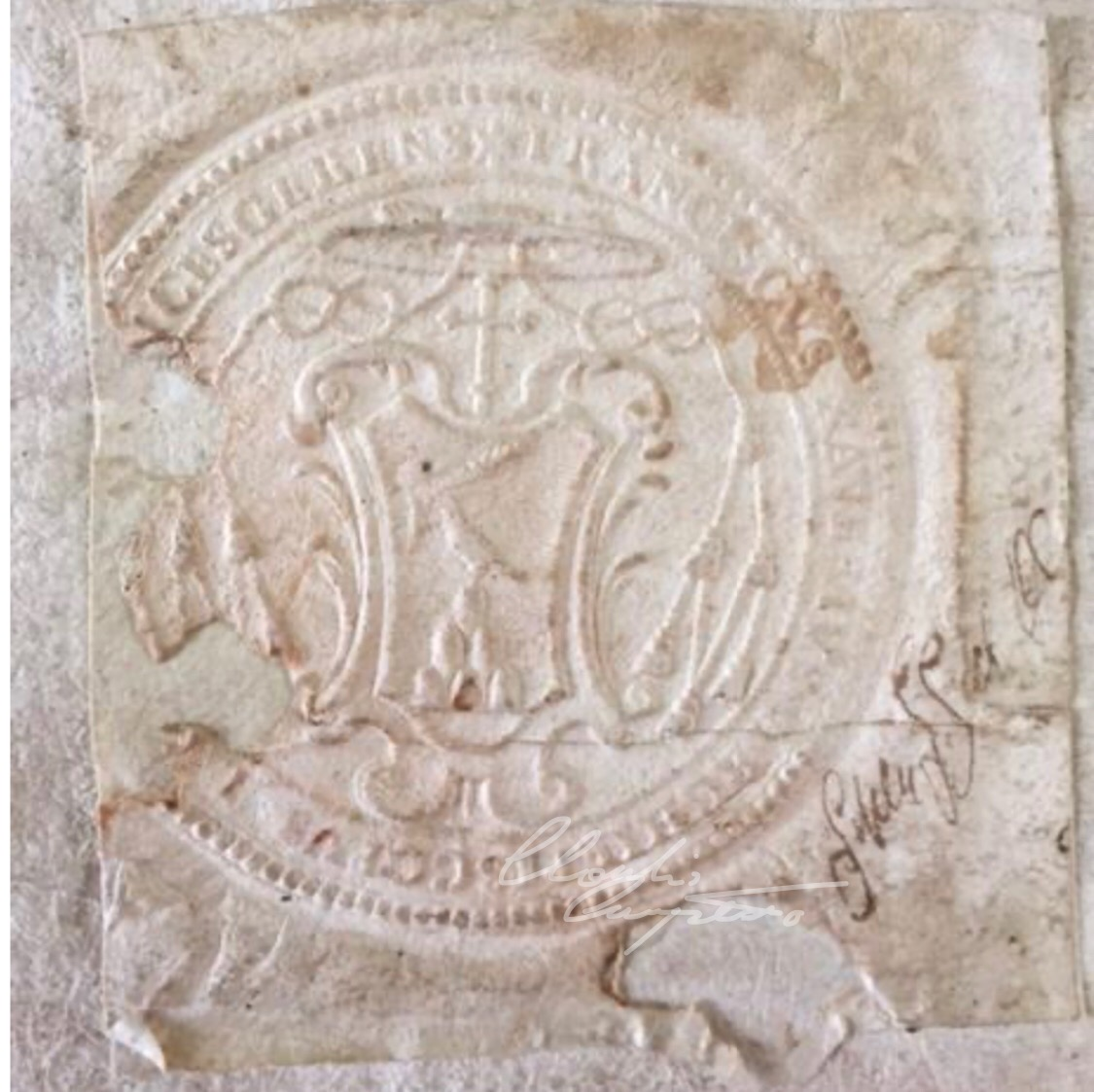
Stemma di Francesco Saverio Passari conservata in un Graduale presso la biblioteca del Pontificio istituto di musica sacra

- Presso il Pontificio Istituto di Musica Sacra si conserva un Graduale[4] del 1544 redatto da F. Iulius Franciscus del Conventus Frorentia. Sulla prima carta di guardia è presente un timbro a secco parzialmente abraso nel quale è leggibile [V]ICESGERENS * FRANCISCUS * XAVERIUS * ARCHIEPISCOPUS e probabilmente riconducibile a Francesco Saverio Passari (1744 - 1808), arcivescovo titolare di Larissa e vicegerente della diocesi di Roma dal 1787 al 1798.
- Il nome Francesco Saverio Passari compare in molti imprimatur in espressioni simili alla seguente: "Si videbitur Reverendissimo Patri Magistro Sacri Palatii Apostolici, Franciscus Xaverius Passari Vicesg" [5].
- Parimenti frequente è il nome del Passari in molti atti burocratici curiali che spesso recano nella parte superiore la seguente intestazione:"Franciscus Xaverius Passari Dei, et Apostolicae sedis gratia archiepiscopus Larissensis, SSmi Dni nostri praelatus domesticus pontificio solio assistens, utriusque signaturae referendarius, almaque urbis vicesgerrens"[6].

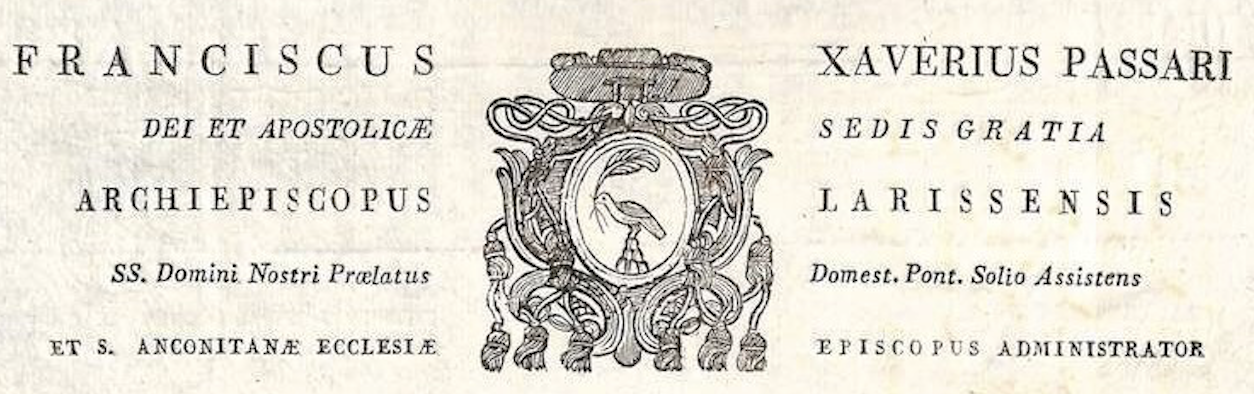